# Salbiomorpha interruptalis
Salbiomorpha interruptalis là một loài bướm đêm trong họ Crambidae.